# Bureau 13 (jeu vidéo)
Bureau 13 est un jeu vidéo d'aventure développé par GameTek et édité par Take-Two Interactive, sorti en 1994 sur DOS et Windows.
Il est basé sur le jeu de rôle Bureau 13

## Accueil
- PC Team : 80 %[1]